# Huvudroller i Lost
Huvudroller i Lost är samtliga rollfigurer i den amerikanska TV-serien Lost som haft en central betydelse för seriens handling. TV-serien sändes i sex säsonger under åren 2004-2010 och följde främst livet för de överlevande från en flygolycka på en mystisk tropisk ö.

## Juliet Burke
- Juliet Burke spelas av Elizabeth Mitchell
- Medverkar i säsong 3-6

Personlighet
Bakgrund

Innan hon kom till ön bodde Juliet i Miami, Florida där hon jobbade som fertilitetsspecialist på Miami Central University. Hon utför förbjudna experiment på sin syster Rachel. Rachel är steril på grund av kemoterapi. Juliets mål var att göra Rachel fertil igen.
Juliet blev erbjuden ett jobb. På skoj sa hon att hon bara tänkte ta jobbet om hennes man (Edmund Burke) blev påkörd av en buss. Edmund blev påkörd av en buss senare och Juliet tackar ja till jobbet. Hennes nya arbetsplats är ön där hon skulle komma att tillbringa de närmaste åren.
På ön

Efter flygkraschen blir hon en av "de andra" och hon jobbar på uppdrag av Ben.

## Boone Carlyle
- Boone Carlyle spelas av Ian Somerhalder
- Medverkar i säsong 1-3

Personlighet

Boone är en hjälpsam person som gärna vill göra rätt för sig i lägret. Den viktigaste personen i Boones liv är hans styvsyster Shannon.
Bakgrund

Boone är son till den välbärgade Sabrina Carlyle, chef för ett stort bröllopsföretag. När Boone var tio år gammal, gifte sig Sabrina med Adam Rutherford, som har en åttaårig dotter vid namn Shannon. Boone utvecklar en romantisk attraktion till sin styvsyster.
Boone "räddar" Shannon flera gånger från destruktiva relationer genom att betala pojkvänner för att lämna henne. Ett sådant räddningsförsök leder Boone till Sydney, Australien. Han får vid det tillfället veta att den upprepade misshandeln faktiskt är bedrägerier ihopdiktade av Shannon att få pengar och uppmärksamhet. Boone blir djupt sårad av bluffen, men styvsyskonen har ändå sex efter att hennes australiensiska pojkvän rymt med hennes pengar. 
På ön

Boone förblir beskyddande av Shannon, även om han kritiserar henne för hennes ohjälpsamma attityd. Hans överbeskyddande hållning kombineras med svartsjuka när Shannon utvecklar känslor för Sayid och Boone försöker på olika sätt att försvåra deras förhållande. 
Boone försöker bidra så mycket som han kan för att höja säkerheten för de överlevande. Han blir så småningom Lockes skyddsling och de två börjar ta avstånd från de andra överlevande. Boone och Locke hittar en metallucka i djungeln som de håller hemlig från de andra överlevande. 
Fyrtio veckor efter olyckan upptäcker Boone och Locke ett flygplan som fastnat högt uppe i ett träd. Boone klättrar upp till planet och hittar en fungerande radio i cockpiten, som han använder för att sända en nödsignal. Han får svar på sin signal av en man som senare visade sig vara Bernard. Flygplanet som Boone befinner sig i hamnar i obalans och faller ner till marken. Boone ådrog sig svåra skador i fallet och trots Jacks försök att rädda honom, dör Boone. 

## Ana Lucia Cortez
- Ana Lucia spelas av Michelle Rodriguez
- Medverkar i säsong 1-2, 5

Personlighet

Ana Lucia var ledare för den andra gruppen överlevande, vilka kraschade på andra sidan ön. På grund av de upprepade attackerna från De andra utvecklar Ana paranoia som gör det svårt för henne att lita på nya människor på ön. Ana är dock i grund och botten godhjärtad och hon plågas av skuldkänslor över att ha skjutit Shannon och har svårt att anpassa sig till den nya gruppen. 
Bakgrund

Före kraschen med Flight 815 arbetade Ana Lucia som polis i Los Angeles. Hon hade en pojkvän och var gravid, men hon förlorade barnet när hon blev skjuten vid en utryckning. Ana Lucia bestämde sig för att personligen ta ut hämnd på mannen genom att söka upp honom och själv skjuta honom till döds. Efter detta beslutar hon sig för att lämna polisyrket och börjar arbeta som säkerhetspersonal på en flygplats. 
Hon möter Christian Shepard i flygplatsens bar och han ber henne att följa med till Australien för att agera som hans livvakt. Väl i Sydney blir Ana upprörd när Christian blir väldigt aggressiv när hon skjutsat honom till en adress där han inte släpps in. De skiljs därefter åt och Ana köper en biljett till Los Angeles, Flight 815. När Ana väntar på flyget möter hon Jack Shephard i flygplatsbaren, ovetande om att det är Christians son. Paret fortsätter senare sitt samtal i flyget.
På ön

Eftersom Ana Lucia satt i den bakre delen av planet kraschar hon på den andra sidan av ön. Efter kraschen försöker Ana rädda så många hon kan och hon intar en ledarroll bland överlevarna. Under den andra attacken från De andra lyckas Ana döda en av kidnapparna och hon hittar en lista med namn och beskrivningar av de personer som förts bort. Hon misstänker att en av de överlevande, Nathan, är en av ”de andra” som infiltrerat lägret och hon gräver en cell i marken där hon lämnar honom tills han erkänner vem han är. Nathan försvinner dock innan han hinner erkänna något. Efter detta vandrar gruppen längre inåt landet. Ana Lucia tar med sig Goodwin för att klättra upp på ett berg och lämnar resten av bakre flygets överlevare i DHARMA-stationen Pilen. När de två nått toppen konfronterar Ana Goodwin och säger att hon listat ut att det är han som är De andras infiltratör och dödar honom. 
När Jin, Michael och Sawyer spolas i land på deras sida av ön håller Ana dem fångna tills de lyckas övertala henne om att de också är överlevande från Flight 815. Hennes grupp beger sig tillsammans med dem till de andra överlevandes läger. 
När de närmar sig det andra lägret misstar Ana Shannon för att vara en av De andra och skjuter henne till döds. 
Gruppen lyckas i en fälla fånga en okänd man, som senare visar sig vara "de andras" ledare Ben Linus, och Ana förhör honom. Hon lyckas få mannen, som hävdar att han heter Henry Gale och kommit till ön i en luftballong, att rita en karta till var luftballongen kraschade. Hon gör tillsammans med Sayid och Charlie en expedition till platsen, där hon inte bara hittar luftballongen, utan också den riktiga Henry Gales lik. När Ana konfronterar mannen som sitter fången med denna upptäckt överfaller han henne och nästintill dödar henne. För att hämnas stjäl Ana Lucia Sawyers pistol och beger sig tillbaka till cellen för att döda honom. Hon kan dock inte förmå sig att skjuta mannen som sitter fången i Svanen och anförtror sig till Michael, som säger att han kan göra det åt henne. När hon ger honom pistolen vänder han sig istället mot henne och skjuter henne i bröstet. Ana Lucia dör ögonblickligen av skadorna.

## Michael Dawson
- Michael spelas av Harold Perrineau
- Medverkar i säsong 1-2 och 4

Personlighet
Bakgrund

Walts mamma Susan Lloyd (Tamara Taylor) lämnar Michael efter att Walt fötts och tar med Walt till Amsterdam där hon just fått jobb. Två år efter flytten tar Susan kontakt med Michael för att berätta att hon ska gifta sig. Michael blir mycket upprörd och ser sig inte för när han ska gå över gatan, vilket orsakar att han blir påkörd av en bil. Susan söker upp honom på sjukhuset och försöker övertala honom att ge upp sina rättigheter som far så att hennes make kan adoptera Walt.
Michael vägrar till en början och de två dras in i en rättslig tvist. Till slut lyckas Susan övertala Michael att ge upp vårdnadstvisten för Walts skull. Efter detta träffar Michael inte sin son på 10 år.
10 år efter vårdnadstvisten dör Susan oväntat och hennes make söker upp Michael för att be honom överta vårdnaden om Walt eftersom han aldrig velat adoptera honom och att det händer märkliga saker kring Walt. Michael går med på detta, men på flygplatsen, innan de stiger på flyget, ringer Michael sin mor och ber henne ta hand om Walt istället.
På ön

När Flight 815 kraschar är Michael, Walt och Walts hund (Vincent) bland de överlevande. 
När Michael blir attackerad av Jin efter att ha använt en guldklocka han hittat i lägret tar Sun kontakt med honom och förklarar att klockan tillhörde hennes far och att det var en fråga om lojalitet som gjorde att Jin anföll honom. På samma gång avslöjar hon att hon kan tala engelska och hon ber honom att bevara hennes hemlighet.
För att kunna ta sig från ön börjar Michael bygga en flotte, men när den bränns upp anklagar Michael Jin för att ha anlagt branden. Senare erkänner Walt att det var han som tände eld på flotten, med förklaringen att han vid det tillfället inte ville lämna ön, men att han nu ändrat sig. Michael börjar bygga en ny flotte tillsammans med Jin. Den nya flotten fungerar perfekt och Michael, Walt, Sawyer och Jin seglar bort från ön. Inte långt efter att de gett sig iväg träffar de på en fiskebåt som bemannas av ”de andra”. ”De andra” kidnappar Walt och förstör flotten. 
Michael blir erbjuden ett utbyte av tjänster av De andra. Om Michael lyckas frigöra deras ledare och föra Sawyer, Kate, Jack och Hurley till deras läger lovar de att återförena Michael och Walt, samt att låta dem lämna ön med hjälp av deras fiskebåt.
För att kunna frigöra De andras ledare, Ben, skjuter Michael Ana Lucia och Libby. Sedan lurar han med Hurley, Kate, Sawyer och Jack till De andras läger. Där återförenas Michael och Walt och De andra låter dem ta fiskebåten och segla hem till säkerheten.
Michael återvänder sedan med fraktfartyget Kahana, som spion åt Ben. Han dör slutligen när Kahuna sprängs upp.

## Mr. Eko
- Mr. Eko spelas av Adewale Akinnuoye-Agbaje (som vuxen) och av Kolawolfe Obileye, Jr. (som barn)
- Medverkar i säsong 2-3

Personlighet

Bakgrund

Eko försökte så gott hand kunde ta hand om sin lillebror Yemi under deras uppväxt i en liten by i Nigeria. En dag kom en gerillagrupp till deras hemby för att rekrytera nya soldater. De försöker få Yemi att skjuta en äldre man, men Eko tar pistolen från honom och skjuter mannen själv för att bespara Yemi det ödet. Gerillaledaren blir imponerad av Ekos handlingskraft och tar med honom till deras huvudkvarter. 
När Eko kommer över en stor laddning heroin som han måste få ut ur Nigeria återvänder han till sin hemby för att be Yemi, som nu blivit byns präst, om hjälp att smuggla drogerna ut ur landet genom att gömma heroinet i ett antal Jungfru Maria-statyer och på så sätt kunna flyga ut ur Nigeria. När Eko och hans kompanjoner lastar ombord de heroinfyllda Jungfru Maria-statyetterna i flyget överraskas de av militären som öppnar eld mot gruppen. Yemi blir skjuten i bröstet och Eko bär in honom i flygplanet. När Eko själv kliver ombord sparkar hans kompanjon ut honom igen och han lämnas på marken i händerna på militären.  
Eko blir misstagen för att vara Yemi och skjutsas tillbaka till hembyn. Eko tar över rollen som byns präst och försöker anpassa sig till sitt nya liv. I ett försök att rädda byn från gerillan säljer Eko vaccin till en langare med avsikt att göra gerillan medveten om det. Kort därpå återkommer gerillan till byn för att hugga av Ekos händer, men Eko övermannar och dödar dem inne i kyrkan, till byns chock. Kyrkan bommas igen och Eko blir förskjuten från byn. 
Eko reser till Australien där han arbetar som präst. Han planerar dock att resa vidare till USA och tillskansar sig ett falskt pass som ska ta honom till Los Angeles.
På ön

Eko störtar med den bakre flygplanskroppen på den andra sidan av ön. Samma natt som de kraschar blir Mr. Eko utsatt för ett kidnappningsförsök från De andra, men han dödar kidnapparen i självförsvar. På grund av skuldkänslorna för sin gärning är Eko tyst i fyrtio dagar och under denna tid börjar han karva in bibelverser på en pinne. Eko börjar tala först när han tröstar en upprörd Ana Lucia. 
När Jin, Michael och Sawyer lyckas övertyga bakre flygplanskroppens överlevande att också de är överlevande från Flight 815 hjälper han Jin att hämta Michael som sprungit iväg för att leta efter Walt och han bär även en svårt skadad Sawyer tillbaka till de andra överlevandes läger. 
Efter att ha upptäckt en av Charlies Jungfru Maria-statyer tvingar Eko Charlie att visa honom platsen där han hittat statyn. Eko hittar planet i vilket hans bror ligger. Charlie och Eko bestämmer sig för att elda upp planet tillsammans med de heroinfyllda statyetterna.
Eko får i en dröm instruktioner av både Ana och Yemi att han måste hjälpa John Locke. Eko är inte övertygad om att arbetet på Svanen bara är ett psykologiskt experiment efter att ha sett instruktionsfilmen från Pärlan och tar därför över ansvaret från John att trycka på knappen, trots Lockes protester. 
Eko plågas dock allt mer av ”besök” från sin döde bror Yemi. Slutligen attackeras han av ”rök-monstret” när han jagar efter Yemi i djungeln. Svårt sårad av ”monstrets” attack dör Eko, efter att ha lämnat en sista varning till de övriga överlevande: ”Ni står på tur”.

## Elizabeth (Libby) Smith
- Libby spelas av Cynthia Watros
- Medverkar i säsong 2, 4 & 6

Personlighet
Bakgrund

Libby, vars fullständiga förnamn var Elizabeth, var en patient på samma mentalsjukhus som Hurley, "Santa Rosa Mental Health Institute". Det har dock inte framkommit varför hon var placerad där. Både Hurley och Libby vistades, under i varje fall någon tid, samtidigt på "Santa Rosa". Libby har själv hävdat att hon studerat medicin i ett år innan hon valde att bli klinisk psykolog .
Det var Libby som gav Desmond Hume båten Elizabeth som han använde för sin jordenruntkappsegling. Båten var ursprungligen en gåva till Libby från hennes nyligen avlidna man David.
På ön

Libby kraschade med den bakre delen av planet, på en annan strand än de överlevare som visades i säsong ett. Hon skadades inte när planet kraschade och försöker därför att omedelbart hjälpa de som skadats. De första dagarna efter olyckan invaderar De andra deras läger och kidnappar alla överlevande förutom Libby och sex andra. Libby beger sig tillsammans med sin grupp, Jin, Sawyer och Michael till den största gruppen av överlevande. 
När hon går med i största lägret, inleder hon och Hurley ett romantiskt förhållande. Libby lär också känna Claire, vilken hon hjälper att frigöra minnet av Claires kidnappning. Libby hjälper senare Hurley att lösa sitt matmissbruk och stoppar honom från att ta sitt liv genom att berätta att hon älskar honom. 
Hurley bestämmer sig för att i hemlighet planera en picknick för henne, men blir så avslöjad när hon kommer på honom med mat. När de anländer till stranden upptäcker de att han glömt dryck och filtar, så Libby säger till honom att be Rose och Bernard om att få ta en flaska vin av dem medan hon hämtar filtar. Detta visar sig vara ett ödesdigert misstag av henne, eftersom hon då blir skjuten av Michael . 
Efter sin död hemsöker Libby Michael. Hon ses som en sjuksköterska på sjukhuset där Michael vårdas. Hon håller filtar över sin mage, på samma sätt som när hon blev skjuten. Detta visar sig vara en dröm. Hon visar sig också på fraktfartyget Kahana, där hon försöker lura Michael att inte trycka på en knapp.

## Daniel Faraday
- Faraday spelas av Jeremy Davies
- Medverkar i säsong 4-5

Personlighet
Bakgrund

Daniel är son till Eloise Hawking och Charles Widmore, vilket också innebär att han är halvbror till Penny. Hans mor Eloise Hawking uppfostrade Daniel på egen hand och berättade aldrig för honom om vem hans far var. Eloise pressade Daniel att studera fysik och försökte få honom att lägga all sin tid på studier och undvika distraktioner, såsom musik och flickvänner. 
Faraday var den yngsta personen att ta doktorsexamen från Oxfords universitet och blir efter sin examen, tillsammans med sin labb-assistent och dåvarande flickvän Theresa Spencer, sponsrad av Charles Widmore för att fortsätta sin forskning kring tidsresor. Efter lyckade experiment på råttor börjar Daniel testa sina teorier även på människor; först sig själv och sedan Theresa. Theresa Spencer skadades dock av försöket och hamnar i en slags koma, där hon inte kan skilja på nutid och dåtid. Som straff för detta misslyckande blir Daniel relegerad från Oxford. Charles Widmore tar det ekonomiska ansvaret för Theresas rehabilitering. Vid okänd tidpunkt gör Daniel ett experiment på sig själv som ger honom problem med sitt långtidsminne. 
En tid efter Flight 815:s krasch tar Charles Widmore kontakt med Daniel och erbjuder honom en plats i en forskningsexkursion i Oceanien och säger till honom att platsen för exkursionen kommer att bota Daniels problem med långtidsminnet. Till en början är han mycket tveksam till att åka, men hans mor övertalar honom att göra det.
På ön

## Charlotte Staples Lewis
- Charlotte spelas av Rebecca Mader
- Medverkar i säsong 4-5

Personlighet

Bakgrund

På ön

## Claire Littleton
- Claire spelas av Emilie de Ravin
- Medverkar i säsong 1-4 & 6

Personlighet

Bakgrund

Claire växte upp i Sydney med sin mamma, Carole Littleton, och det enda minne hon har av sin far var att han brukade sjunga en vaggvisa för henne när hon var barn. Hennes familj hade sagt till henne att hennes far var död. Under tonåren var Claire och hennes mor inblandade i en bilolycka. Claire kom undan med några blåmärken och skrapsår, men hennes mamma hamnade i koma. Det var då som Claire träffade sin far för första gången; Christian Shephard; eftersom han betalade för hennes mors sjukvård. 
Något år senare ses Claire tillsammans med en pojkvän; Thomas. När hon fick veta att hon var gravid övertygade Thomas henne att behålla barnet, men fick sedan kalla fötter och lämnade en höggravid Claire. Claire besökte ett medium; Richard Malkin; som berättade för henne att hon själv måste uppfostra sitt barn. Efter att ha dragit sig ur en adoptionsförhandling besökte hon Malkin än en gång. Han berättade för henne om ett lämpligt par i Los Angeles som ville adoptera och gav Claire en biljett till Oceanic Flight 815.
På ön

Claire kommer bra överens med Charlie, en av de andra överlevande. Hon leder också en minneshögtid för de passagerare som inte överlevde kraschen. 
Några dagar efter olyckan blir Claire och Charlie kidnappade av Ethan. Medan Charlie hittas hängande från ett träd, saknas Claire fortfarande. 
Hon förs till DHARMA-stationen Personalen, där hon ges regelbundna doser vaccin av Ethan. Han opererar in ett implantat i henne som ger symtom på en specifik sjukdom när det aktiveras. Alex räddar dock Claire från De andra genom att slå henne medvetslös och bära henne in i djungeln. Locke och Boone hittar Claire som är utan minne av allt som hänt sedan flygkraschen. Sakta börjar hennes minnen att återvända. När hennes son Aaron blir sjuk, tar Claire hjälp av Libby för att avblockera sina minnen för att hitta ett botemedel. Claire informerar samtidigt Danielle Rousseau om att hennes dotter, Alex, hjälpt henne och fortfarande lever. 
Claire blir chockad när Charlie godtar sitt uppdrag att stänga av blockeringssignalen i DHARMA-stationen Spegeln för att de överlevande ska få kontakt med fraktfartyget Kahuna. Efter att Hurley lugnat ner Claire vandrar hon tillsammans med resten av lägret till radiotornet. När Claire får veta att Charlie dött och om hans sista varning, bestämmer hon sig för att gå med Locke till De andras läger. 
Efter att De andras baracker bränts ned bestämmer sig Claire att följa Sawyer och Miles Straume ner till stranden. När de slagit upp läger för natten och somnat vaknar Claire och ser sin far, Christian, hålla Aaron. Han ber henne att följa honom, vilket hon gör, och Claire överger Aaron under ett träd på vägen.

## Walt Lloyd
- Walt spelas av Malcolm David Kelley
- Medverkar i säsong 1-5

Personlighet

Bakgrund

Walt har bott i Amsterdam, Rom, Sydney och flera andra städer. Hans mamma och pappa skilde sig när han bara var en baby och hans mamma gifte sig med en annan man. Walts mamma dör när han är 9-10 år och hans mammas man letar upp hans pappa som tar över ansvaret om honom.
På ön

Han blir kidnappad av "de andra" när han, Sawyer, Jin och Walts pappa försöker segla ut på havet med en flotte för att hitta hjälp. "De andra" hittar dem med sin egen båt och tar Walt och spränger flotten. Sawyer, Jin och Walts pappa överlever dock.
Walt har en vit labrador som heter Vincent som också är med på ön.

## Nikki och Paulo
- Nikki spelas av Kiele Sanchez
- Paulo spelas av Rodrigo Santoro
- Medverkar i säsong 3

Personligheter

Paulo misstänker att Nikki bara använt honom för att komma över diamanterna, och han vill egentligen att Nikki aldrig ska hitta diamanterna om det innebär att hon kommer att lämna honom. Han klagar hos Nikki att de inte ingår i gemenskapen men han gör heller inte stora försök till att bli accepterad i gruppen. Nikki försöker att interagera med de andra överlevande, till exempel tar hon hand om den sårade Mr Eko och anmäler sig frivilligt till att följa med Locke till DHARMA-stationen Pärlan.
Bakgrund

Paulo arbetade som kock för en rik TV-producent i Sydney, Australien. Under tiden som Nikki arbetade som gästskådespelare i ett av TV-producentens program förförde hon honom för att hon och Paolo skulle kunna stjäla mannens diamanter. Paulo mördade TV-producenten genom att förgifta maten, så att han och Nikki kan stjäla TV-producentens väska med diamanter, som är värt 8 miljoner dollar.
På ön

Paret förlorar diamanterna i flygkraschen och de tillbringar mycket av sin tid på ön med att söka efter dem. Paulo tillbringar också mycket av sin tid med att spela golf. 
Eftersom Paulo misstänker att diamanterna är den enda orsaken till hans och Nikkis förhållande berättar han inte för Nikki när han hittar dem, utan gömmer dem istället i badrummet på DHARMA-stationen Pärlan. När Paolo befinner sig i badrummet hör han två av De Andra prata om att kidnappa några av de andra överlevande, men Paolo för inte denna information vidare till någon annan.
Nikki och Paulo följer senare med Locke tillbaka till Pärlan en gång till. Paulo går då in på toaletten för att hämta diamanterna och bär dem sedan med sig. När de lämnar Pärlan blir de vittnen till Mr Ekos död och hjälper till att begrava honom.
När Paulo senare frågar Nikki om de fortfarande skulle vara tillsammans om hon inte behövde honom för att hitta diamanterna inser Nikki att Paulo redan hittat diamanterna och gömt dem från henne. Som hämnd släpper hon en giftig spindel på honom, som gör Paolo förlamad i åtta timmar framåt. När han paralyseras erkänner Paulo att han undanhållit diamanterna från henne eftersom han trodde att hon skulle lämna honom efter att hon fått tag på dem. Till Nikkis förfäran lockar den döda spindeln till sig fler spindlar, vilket leder till att Nikki också blir biten. Det skendöda paret hittas av de andra överlevande, som tror att de avlidit. Nikki och Paulo begravs sedan levande av James "Sawyer" Ford och Hugo "Hurley" Reyes tillsammans med sina diamanter.

## Charlie Pace
- Charlie Pace spelas av Dominic Monaghan
- Medverkar i säsong 1-5

Personlighet

Charlie är i grund och botten en religiös och ansvarsfull person, men hans drogberoende har under flera år överskuggat dessa sidor. Han är mycket kärleksfull och osjälvisk mot personer han älskar , ibland lite för uppoffrande.  
Bakgrund

Charlie växte upp i Manchester, England. Hans familj upptäckte tidigt hans musikaliska talang och han fick ett piano i julklapp vilket inleder hans karriär inom musiken. 
Några år senare bildade Charlie och hans bror Liam bandet Drive Shaft och får ett skivkontrakt. Drive Shaft fick en stor hit och blev oerhört populära. Liam började under turnéerna missbruka narkotika, vilket slutligen resulterade i att även Charlie började med droger. Efter att bandets berömmelse avtog sjunker Charlie djupare ner i sitt missbruk. 
Senare reste Charlie till Australien för att övertala Liam att återförena bandet. Liam sa nej och erbjöd sig istället att hjälpa Charlie med rehabilitering. Charlie vägrade dock inse sina problem och tog ett plan till Los Angeles nästa dag.
På ön

John Locke upptäcker Charlies beroende av heroin och erbjuder Charlie sin gitarr i utbyte mot narkotikan. När Jack blir instängd i en grotta räddar Charlie honom och efter denna insats bränner Charlie upp sin narkotika. 
När Charlie försöker stoppa Claire från att flytta tillbaka till stranden blir båda kidnappade av Ethan. Senare hittar Jack och Kate honom livlös hängd i ett träd. När Claire var tillbaka i lägret återvände Ethan för att kidnappa henne igen och då sköt Charlie ihjäl honom.
När Rousseau kidnappar Aaron ger sig Charlie och Sayid iväg för att rädda honom. På vägen till Rousseau hittar de ett flygplan med ett stort antal Jungfru Maria-statyetter fyllda med heroin. Den kvällen lyckas Charlie och Sayid återerövra Aaron och föra honom säkert tillbaka till Claire. 
När Mr Eko för Claire avslöjade innehållet i Jungfru Maria-statyn skapade det en klyfta mellan henne och Charlie. Charlie tar Eko till flygplanet där han hittade dem och de två beslutar sig för att bränna planet och dess innehåll. När Charlie upptäcker de återstående Jungfru Maria-statyetterna i Sawyers tält kastar han dem i havet för att inte falla för frestelsen. Han hittar en låda med vaccin och när ger den till Claire och Aaron börjar de förnya sin vänskap. 
Efter Ekos död börjar Desmond få visioner där Charlie dör. 
Charlie, Desmond, Hurley och Jin hittar på en vandring i djungeln en fallskärmshoppare, vid namn Naomi Dorrit, som kraschat på ön . När Jack avslöjar sin plan att krossa De andra och ta kontakt med omvärlden går Charlie frivilligt med på att simma ner till DHARMA-stationen Spegeln för att stänga ner en radioblockering som hindrar signalöverföring till och från ön. Desmond följer med honom. Väl nere på stationen blir de konfronterade av tre medlemmar av De andra. Precis när Charlie får kontakt med Penny spränger Mikhail med en granat en hyttventil och vatten börjar läcka in i kontrollrummet. För att rädda Desmond låser Charlie ut honom ur hytten, och varnar honom om Naomis bedrägeri genom att skriva ”inte Pennys båt” på sin handflata. Charlie drunknar sedan när hytten översvämmas helt.
Efter att Hurley lämnat ön börjar han få visioner om den avlidne Charlie, som berättar för Hurley att människorna som finns kvar på ön behöver honom och att han måste återvända.

## Shannon Rutherford
- Shannon spelas av Maggie Grace
- Medverkar i säsong 1-3

Personlighet

Shannon är på ytan självisk och egocentrerad, men ju längre serien pågår desto djupare framstår hon. Shannon är väldigt osäker på sig själv och känner ofta att hon inte tillför lägret något. 
Bakgrund

Shannon är styvsyster till Boone. Efter att hennes välbärgade far avlidit i en bilkrasch tvingas Shannon börja ta hand om sig själv, då hennes styvmor nekar Shannon del av arvet. Shannon blir väldigt upprörd och vägrar ta emot den ekonomiska hjälp som hennes styvbror erbjuder. Hon vänder ilskan mot sin styvmor gentemot Boone och börjar systematiskt lura honom på pengar genom att få honom att muta hennes pojkvänner att lämna henne.       
På ön

Till en början är Shannon väldigt självisk och hjälper inte till efter kraschen. När hon inser att de inte kommer evakueras från ön i första taget tvingas hon att börja hjälpa till. Hon inleder en relation med Sayid, men blir senare av misstag skjuten till döds av Ana-Lucia.

## Miles Straume
- Miles spelas av Ken Leung
- Medverkar i säsong 4-6

Personlighet
Bakgrund
På ön